# 1759

## أحداث
- تأسيس مدينة آسيات وتقع حاليا في جرينلاند.
- 11 يناير - في فلاديلفيا، بينسيلفينيا، ظهور أول شركة أمريكية للتأمين على الحياة
- 15 يناير - افتتاح المتحف البريطاني
- 30 أكتوبر - ضرب زلزال مدمر منطقة الجليل. كان مركزه في نهر الأردن في موقع بين بحيرة طبريا وسهل الحولة. تضررت مدن صفد وطبرية وعكا وصيدا بشدة.

## أحداث مستمرة
- 13 سبتمبر - حرب السنوات السبع (1756-1763)

## مواليد
- حمودة باي
- روبرت برنز
- فرانسوا-أوغيست بارسوفال-غرانميزون
- فريدرش شيلر
- وليام بت الأصغر
- وليام غرنفيل
- ويليام ويلبرفورس
- 25 يناير - روبيرت برنز، شاعر سكوتلندي (توفي 1796)

## وفيات
- 10 أغسطس - الملك فرناندو السادس ملك إسبانيا. (ولد 1713 م)
- 29 نوفمبر - نيكولاس برنولي رياضياتي سويسري. (ولد 1687 م)